# غار کوه شیخ
اشکفت کوه شیخ مربوط به دوران پیش از تاریخ ایران باستان - دوره ساسانیان - دوره ایلخانی است و در شهرستان فارسان، بخش مرکزی، ۲/۴ کیلومتری جنوب شهر جنونقان، در دامنه کوه شیخ واقع شده و این اثر در تاریخ ۲۷ اسفند ۱۳۸۷ با شمارهٔ ثبت ۲۶۵۵۰ به‌عنوان یکی از آثار ملی ایران به ثبت رسیده است.